# 布里永 (维埃纳省)
布里永（法語：Brion，法語發音：[bʁijɔ̃] ⓘ）是法国新阿基坦大区维埃纳省的一个市镇，属于蒙莫里永区。

## 地理
布里永（46°21'19"N, 0°27'39"E）面积16.08 平方千米，位于法国新阿基坦大区维埃纳省，该省份为法国中西部省份，北起曼恩-卢瓦尔省和安德尔-卢瓦尔省，西接德塞夫勒省，南至夏朗德省，东南接上维埃纳省，东临安德尔省。
与布里永接壤的市镇（或旧市镇、城区）包括：布雷斯、拉费里耶尔-艾鲁、让赛、马涅、圣洛朗德茹尔德、圣莫里斯-拉克卢埃尔、圣瑟孔丹。

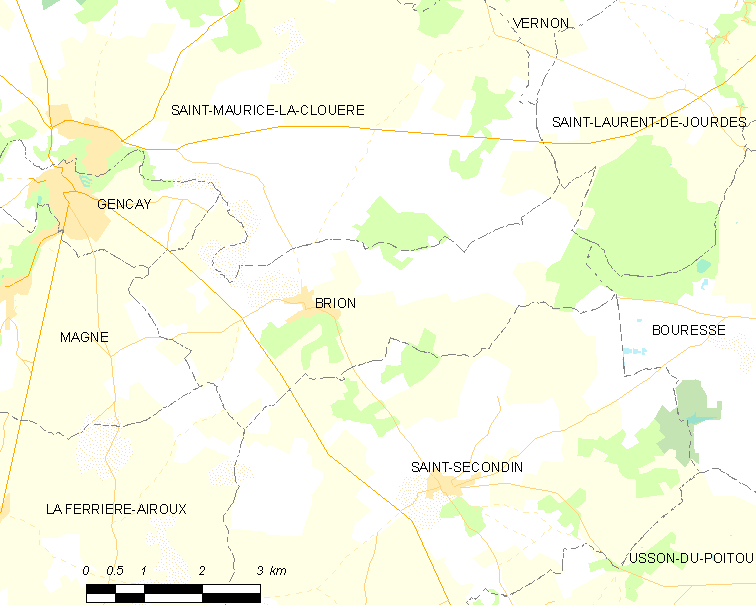
的OSM定位图

布里永的时区为UTC+01:00、UTC+02:00（夏令时）。

## 行政
布里永的邮政编码为86160，INSEE市镇编码为86038。

## 政治
布里永所属的省级选区为吕萨克堡县。

## 人口

1962-2008年间人口变化图示

布里永于2022年1月1日时的人口数量为221人。